# Tempieto Volto Santo
Tempieto Volto Santo je svetišče v stolnici v Lucci. V njem, ki ga je leta 1484 postavil Matteo Civitali (1436-1501), stoji častitljivo razpelo, znano kot Volto Santo. Je prvi primer popolnoma izolirane stavbe s centralnim tlorisom v renesansi, ki je nastala 18 let pred Bramantejevim Tempietto v Montoriju, morda zasnovan leta 1502, verjetno pa zgrajena leta 1510.

## Naročilo
Stavbe s centralnim tlorisom so bile na podlagi odličnih klasičnih primerov ena najbolj priljubljenih tem renesančnih arhitektov. Čeprav so praktično vsi takratni arhitekti pustili risbe, ki kažejo na veliko očaranost, ki jo je tema imela pri arhitektih, je jasno, da naročnika takšna zgradba ni zanimala, saj oblika ni bila primerna za praktično uporabo ali za bogoslužje. Pravzaprav so edine stavbe, zgrajene do takrat, ki kakor koli odražajo temo, kupola stolnice Santa Maria del Fiore, ki pa je pritrjena na tradicionalno bazilikalno telo, ali primer na tribuni michelozzijeve bazilike Santissima Annunziata v Firencah in rotunda v Santa Maria degli Angeli, ki se je začela leta 1437, a je bila nedokončana ob smrti Brunelleschija.
Ko so se začela pogajanja s stranko, je Domenico Bertini, diplomat, zelo visoki uradnik papeškega dvora in pokrovitelj, za gradnjo novega templja za veliki križ, do takrat hranjen v stranski kapeli, predstavil precej konvencionalen projekt, navdihnjen pri firenški edikuli cerkve Impruneta in firenške Santissime Annunziata (dela Michelozza, zadnje datirano leta 1448), ki je v pogodbi za dela tako podrobno opisan, da je v zadnjem času mogoče poskusiti rekonstrukcijo. Glede na slednjo (predstavljeno v zvezku, predlagani v bibliografiji) je šlo za običajno edikulo s kvadratnim tlorisom s štirimi loki nad pilastri, ki jih obdajajo piramidalna streha in vitka lanterna. Po oddaji naročila je Civitali lahko mirneje nadaljeval s pripravo alternativnega projekta v skladu s svojimi težnjami, ki je bil predložen financerju del in odobren. Predlagano strukturo, čeprav manjšo od prvotnega projekta, so stranka, škof in stolna duhovščina navdušeno sprejeli. Stroški so ostali v 750 dukatov, vendar je Civitali dobil tudi posest hiše v mestu.
V baročnem obdobju je bil tempelj skoraj v celoti pozlačen.

## Tempieto danes
Stavba je videti kot osmerokotna zgradba iz marmornatih plošč, odprta na straneh vzhod-sever-jug. iz katerega se dviga osem osnovnih stebrov na kvadratnih podstavkih, ki niso poravnani z ograjenim prostorom, temveč z radialnimi črtami, ki se začnejo od središča stavbe. stebri, nadgrajeni s kompozitnimi kapiteli, obkrožajo okrogle obokane odprtine, zaprte s kovanimi rešetkami. tri strani, obrnjene proti zahodu, za križem Volto Santo, zapirajo ogledala iz barvnega marmorja. zahodna stena hiše v niši, ena od Civitalijevih skulpturnih mojstrovin, sv. Boštjan, v spomin na porušeno kapelo sv. Boštjana, da bi naredila prostor za tempelj. Pod drevesnim deblom, na katerega je svetnik povezan, je Bertinijev moto, UT VIVAM VERAM VITAM; spodaj v podpisu kartuše se s ponosom spominja preselitve Volto Santo in podobe svetega Boštjana v celoti na račun Bertinija, ki ima naziv vatikanski tajnik in grof in dela Civitalija. v ogledalu takoj na levi še ena mojstrovina, marmornati tondo s portretom darovalca in datumom , na desni njegov grb, petelin kljuva iz ušesa, pod drugim podpisom obrtnika.
Kapiteli podpirajo tipičen arhitrav v slogu Cividali, ki je vodoravno razdeljen na dva dela s tankim frizom z jajčevniki, nadgrajenimi z neprekinjenim frizom, okrašenim s čudovitimi sadnimi plodovi, vezanimi z girlandami, na vogalih podprti s klasičnimi maskami; v sredini vsakega obraza s ščitom z darovalčevim grbom; zgoraj je še en štrleči venec klasičnih oblik. Polkrogla kupola, prekrita z raznobarvnimi luskami in razdeljena z rebri, ki nadaljujejo pregrado stebrov, je maskirana s krožno obokanimi pedimenti, okrašenimi z motivom školjke. Za kronanje vsega je na vrhu lanterna poznogotskih oblik. Okoli njene baze je še Bertinijev moto.

## Bibliografia
- AA.VV., San Martino di Lucca. Gli arredi della cattedrale, vol. II, Lucca, Istituto Storico Lucchese, 1999